# 中國環保電力
中國環保電力控股有限公司 ，簡稱中國環保電力控股，以及中國環保電力（英語：CHINA CONSERVATIONAL POWER HOLDINGS LIMITED，港交所除牌時0290.HK），在2004年2月27日，從泓通控股有限公司更名而來，也就是當時由陳達志主要股東。
業務當時經營垃圾焚燒處理及餘熱發電，而主要地區為中國內地。但由於垃圾焚燒處理，發現沒有土地資料，加上資料內容不盡不實，以及操控股價，於是引起廉政公署，以及商業罪案調查科懷疑，於是在2008年，被張民，以及其他有關人士進行收購，同年11月3日，已更名為中國富強金融集團有限公司至今。

## 連結
- 290.com.hk（页面存档备份，存于）